# Почесні професори Київського університету
Почесний професор Київського університету — звання Київського національного університету імені Тараса Шевченка, яке присвоюється видатним вітчизняним і зарубіжним вченим, прогресивним державним і політичним діячам, які отримали світове визнання, за вагомий особистий вклад у справу виховання, навчання і підготовки фахівців у різних галузях і сферах діяльності, розроблення і впровадження сучасних методик навчання, успішну діяльність у сфері організації і управління освітою, а також зміцнення міжнародного співробітництва вчених Київського університету і зарубіжних країн у галузі освіти і науки.
Відзначаються особи, які не знаходяться у трудових відносинах з Київським університетом.
Присвоюється рішенням Вченої ради Київського університету.
Почесні професори, як правило, виступають з доповіддю або лекцією перед науково-педагогічними працівниками та студентами Київського університету.
На Урочистому засіданні Вченої ради Київського університету за участю наукових, науково-педагогічних працівників, студентів і співробітників Університету набувачам почесного звання вручається диплом і пам'ятна медаль.

## Список
Станом на 06.12.2021
| ім'я                        | країна    | дата       | посада                                                                                           |
| --------------------------- | --------- | ---------- | ------------------------------------------------------------------------------------------------ |
| Дитріх Вальтер              | Німеччина | 7.09.2009  | Віце-президент Школи бізнесу та інформаційних технологій                                         |
| Тадеуш Валяс                | Польща    | 7.09.2009  | Декан факультету політичних наук та журналістики Познанського університету імені Адама Міцкевича |
| Херш Чадха                  | ОАЕ       | 7.09.2009  | Фотохудожник                                                                                     |
| Шемшученко Юрій Сергійович  | Україна   | 6.12.2010  | Директор Інституту держави і права ім. В. М. Корецького НАН України                              |
| Максименко Сергій Дмитрович | Україна   | 20.06.2011 | Директор Інституту психології ім. Г. С. Костюка НАПН України                                     |
| Руденко Леонід Григорович   | Україна   | 29.06.2016 | Директор Інституту географії НАН України                                                         |
| Ніколаус Раєвський          | Німеччина | 06.12.2021 | професор системної біології у Центрі молекулярної медицини Макса Дельбрюка та у Шаріте в Берліні |
| ім'я                        | країна    | дата       | посада                                                                                           |